# Пельцовизна
Пельцовизна (пол. Pelcowizna) — бывший посёлок, ныне микрорайон на севере дзельницы Прага Пулноц в Варшаве на восточном берегу реки Висла. Иногда ошибочно считается западной частью дзельницы Таргувек. Современные границы микрорайона, согласно системе местных обозначений (MSI), близки к довоенным границам, когда микрорайон функционировал в качестве отдельной дзельницы. С 1933 года граница проходила по Торуньской трассе (на границе между дзельницами Бялоленка и Прага Пулноц) к мосту Грота Ровецкого через Вислу, далее на юг к Гданьскому мосту (на границе между дзельницами Жолибож и Прага Пулноц), после по железнодорожной линии вдоль улицы Сташинского до станции Варшавский зоопарк на улице 11 ноября. Затем по железнодорожной линии от станции Варшава-Прага, вдоль улицы Одровонж, до станции Торунь-Варшава (на границе между дзельницами Таргувек и Прага Пулноц). С тех пор границы немного изменились только на севере и востоке. На территории района находятся следующие жилые комплексы — на юге Голедзинув, в центре Сливице, на севере Пельцовизна.

## История
Уже в 1378 году Голедзинуву, ныне находящемуся на юге дзельницы Пельцовизна, было предоставлено Кульмское право. В 1764 году король Станислав Август Понятовский сделал его юридикой Варшавы, а в 1794 году включил в черту города.
Колония и ферма Пельцовизна были основаны около 1806 года владельцем фермы Голедзинув. Около 1820 года была построена Модлиньская дорога, ныне улица Модлиньская. В 1830 году в Пельцовизне было 13 домов, в том числе дома эмигрантов-голландцев, живших тут с начала XIX века и приписанных к меннонитскому приходу в Казуне.
Посёлок был включён в Варшаву в 1916 году. В 1924 году здесь была проведена трамвайная линия, связавшая микрорайон с остальной частью города. В 1937—1939 годы здесь была основана колония Сливице — группа небольших домов между улицами Ягеллонской и Виткевича. После Второй мировой войны в Пельцовизне в 1951 году был построен Завод легковых автомобилей — FSO.